# 安吉尔伯特
蓬蒂约的安吉尔伯特（约760年 – 814年2月18日），法兰克贵族诗人。他曾接受阿尔琴的教导，随后担任查理曼大帝的秘书和外交官，同时也是查理曼大帝的女婿。在封圣会议建立之前，安吉尔伯特就被宣福并尊为圣人。他去世于2月18日，这一天也是他的瞻礼日。

## 生平

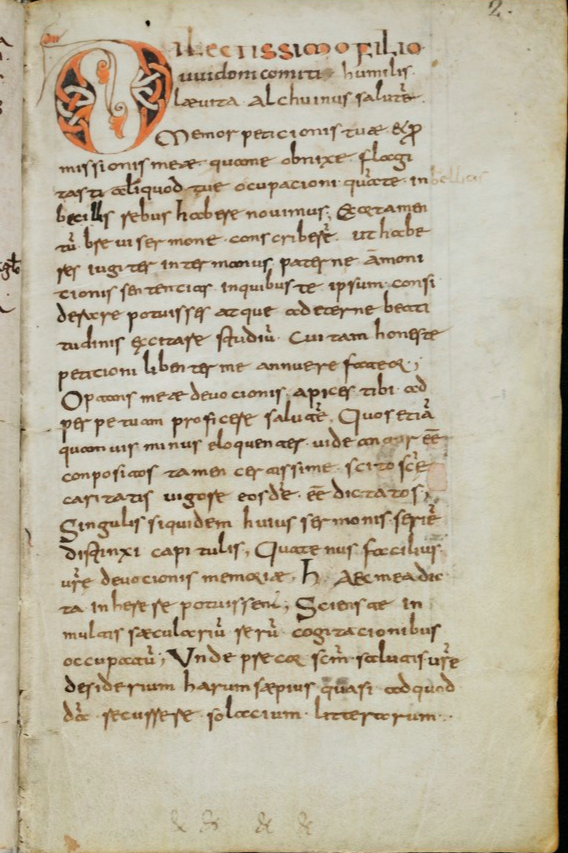
在795年至800年间抄录的一页查理曼大帝诗篇，可能是在800 年复活节之际查理曼大帝前往圣里基耶时交给安吉尔伯特的

安吉尔伯特可能在查理曼大帝位于亚琛的宫廷学校度过了他的成长岁月，并得到了英格兰学者阿尔琴的悉心教导，两人进而结下了友谊。当查理曼大帝派遣他的三子丕平前往意大利出任伦巴第国王时，安吉尔伯特也随行前往，并担任宫廷高级行政官（primicerius palatii）。 作为丕平的朋友和顾问，他曾一度协助意大利政府，发挥过积极作用。他还将法兰克福宗教会议关于圣像破坏运动的文件呈交给了教皇阿德里安一世。同时他先后于792年、794年和796年三次被委以重任，前往教皇处执行重要使命。安吉尔伯特还曾担任沿海省份的军官。800年，他陪同查理曼大帝前往罗马，到了811年，他又成为了查理曼遗嘱的见证人之一。 
关于安吉尔伯特与查理曼大帝的女儿贝尔塔的关系，存在多种传说和争议。有观点认为他们已经结婚，也有记录显示他们可能并未正式成婚。然而，无论他们的婚姻状态如何，他们都共同孕育了后代，包括至少一个女儿和两个儿子。其中一个儿子尼特哈德在9世纪中叶成为了一位著名人物， 而他们的女儿贝尔塔（Bertha）后来嫁给了蓬蒂约的赫尔戈德二世（Helgaud II）。在中世纪，婚姻的控制权与合法性是备受争议的议题。安吉尔伯特与贝尔塔的关系，正是当时人们挑战神圣婚姻观念同时却担任教会职务的例证。此外，有学者推测查理曼大帝之所以未让女儿们正式步入婚姻殿堂，是出于对潜在女婿可能引发的政治竞争的忧虑。尽管当时有政治家建议通过包办婚姻来巩固联盟，但查理曼大帝的女儿们最终都未正式成婚。
790年，安吉尔伯特退隐至森图勒姆修道院（Abbey of Centulum），即“圣理查里乌斯修道院”（  ），位于现皮卡第大区的圣里基耶。794年他当选为修道院院长，重建了修道院，并捐赠了一个藏书量达200册的图书馆。在 墨洛温王朝、加洛林王朝乃至后来的时代，由俗世之人担任修道院院长的情况屡见不鲜。这些人往往将修道院的收入中饱私囊，仅给予僧侣们维持基本运作的微薄经费。然而，安吉尔伯特却倾注了大量心血于圣里基耶的重建之中。当他完成这一壮举时，查理曼大帝亲临此地，与其共度了公元800年的复活节。为了响应加洛林王朝的教育政策，安吉尔伯特还在圣里基耶创办了一所学校，致力于教育当地的孩子们。 

## 诗歌
安吉尔伯特的拉丁诗歌不仅彰显了他作为世俗之人的文化底蕴与高雅品味，还反映了他与皇室间非同一般的亲密关系。 在他的诗歌中，查理曼大帝及其宫廷成员皆以亲切而富有戏谑意味的绰号著称。查理曼大帝被称为“大卫”，借以比拟圣经中的大卫王。而安吉尔伯特则因其在诗歌创作上的造诣，特别是可能创作了一部描绘宫廷生活及查理曼大帝与利奥三世会面的史诗（该史诗仅留存片段），被亲昵地称为“荷马”。 这是一幅由维吉尔、奥维德、卢坎和维南提乌斯·福图纳图斯创作的马赛克，模仿了艾因哈德对苏埃托尼乌斯的运用方式。 在安吉尔伯特的短诗中，除了向从与阿瓦尔人的战争中凯旋的丕平表达问候（796年）外，一封致“大卫”（即查理曼大帝）的书信还无意间描述了安吉尔伯特与其子女居住在皇帝宫殿附近，被美丽花园环绕的温馨家园的美好图景。然而，对于贝尔塔，他的态度则显得疏远而尊重，仅在致敬的公主名单中提及她的名字，未加更多私人情感的渲染。 
另外，《撒克逊人皈依的诗歌》常被认为是安吉尔伯特的作品。 
安吉尔伯特的诗由恩斯特·杜姆勒在《日耳曼历史文献》上发表。对该版本的批评，可以参阅路德维希·特劳贝的《日耳曼语言学刊物》（Schriften für germanische Philologie (1888)）。

### 涉及
- 本条目包含来自公有领域出版物的文本: Chisholm, Hugh (编). .  2 (第11版). London: Cambridge University Press: 9. 1911.

## 扩展阅读
- A. Molinier, Les Sources de l'histoire de France.